# Fuhren
Fuhren (luxemburgisch Furenⓘ, französisch Fouhren) ist eine Ortschaft der luxemburgischen Gemeinde Tandel. Bis zum Ende 2005 war Fuhren der Hauptort der gleichnamigen Gemeinde. Die Gemeinde Fuhren wurde zum 1. Januar 2006 mit Bastendorf zur Gemeinde Tandel fusioniert. 
Fuhren lag an der ehemaligen Bahnlinie der Schmalspurbahn Diekirch–Vianden. Heute wird die ehemalige Bahnstrecke zwischen Fouhren und Vianden teilweise als Radweg genutzt.
Fuhren liegt unmittelbar an der Grenze zu Rheinland-Pfalz in Deutschland.